# Karmelitsystrarna

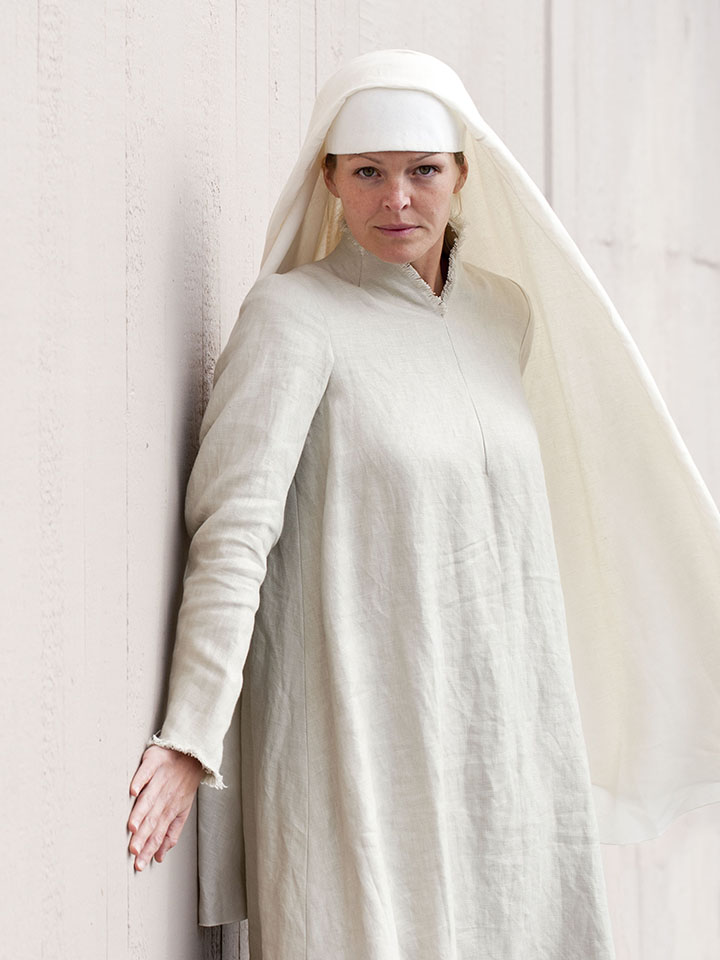
Elin Rombo som syster Blanche i Karmelitsystrarna i en uppsättning 2011 på Kungliga Operan i Stockholm.

Karmelitsystrarna (franska: Dialogues des carmélites) är en fransk opera i tre akter med musik av Francis Poulenc. Libretto av Emmet Lavery efter ett drama av Georges Bernanos som i sin tur är baserat på en roman av den tyska författarinnan Gertrud von Le Fort: Die letzte am Schafott (1931).

## Historia
Berättelsen om nunnorna som avrättades under Franska revolutionens skräckvälde 1794 nedpräntades först av en av de överlevande nunnorna, moder Marie, i hennes memoarer. Kanoniseringen av nunnorna inspirerade den unga tyska katoliken Gertrud von Le Fort att återberätta nunnornas historia i en roman. Den beskriver med ruskig precision religionens öde under totalitarianismen. Le Fort namngav berättelsens huvudperson med hennes eget namn: Blanche de la Force. Försök gjordes att först omvandla boken till en pjäs, sedan till en film. Georges Bernanos skrev till ytterligare roller och utökade historien med personliga detaljer. 
Poulencs älskare Lucien Roubert var döende vid tiden som Poulenc skrev musiken. Han noterade i ett brev att Lucien dog precis i samma stund som han (Poulenc) slutförde operan. Operan uruppfördes på La Scala i Milano den 26 januari 1957 i en italiensk översättning. Den franska premiären ägde rum den 21 juni 1957 i Paris.
Den svenska premiären ägde rum på Kungliga Teatern i Stockholm den 11 april 1981. Den sattes upp på Göteborgsoperan med premiär den 17 november 2001 och även på Malmö Operascen 2010 och Kungliga Operan i Stockholm 2010-2011.

## Om operan
Jämförd med andra operor från 1950-talet är Karmelitsystrarna förvånansvärt tonal och melodisk. Poulencs förebilder var också Verdi, Monteverdi, Debussy och Mussorgskij. Strukturen, alterneringen av recitativ och arioso är lik Verdi; användningen av recitativen i sig själva har likheter med Monteverdis Poppeas kröning och Debussys Pelléas och Mélisande. Av Mussorgskij lärde sig Poulenc känslan av skräck och mardröm, vilket genomsyrar hela verket. Rollernas tessitura är noga planerade och lånar mycket från grand opéra. Poulenc förebilder var Amneris i Verdis Aida (Mère Marie) och Desdemona i Otello (nya priorinnan), Kundry i Wagners Parsifal (priorinnan), Massenets Thaïs (Blanche) och Zerlina i Mozarts Don Giovanni (Constance). Var och en av dessa karaktärer länkas med ledmotiv vilka inte bara representerar dem själva utan även deras känslor. Sålunda representerar moder Maries musik (stark C-dur) lojalitet och trofasthet.

## Personer
- Marquis de la Force (baryton)
- Chevalier de la Force, hans son (tenor)
- Blanche de la Force, hans dotter (sopran)
- Thierry, en tjänare (baryton)
- Madame de Croissy, klostrets priorinna	(alt)
- Syster Constance von St. Denis, en ung nunna (sopran)
- Mère Marie de l'Incarnation, subpriorinna (mezzosopran)
- M. Javelinot, en läkare (baryton)
- Madame Lidoine, den nya priorinnan (sopran)
- Mutter Jeanne, klostrets äldsta (alt)
- Syster Mathilde (mezzosopran)
- Klostrets kaplan och biktfader	(tenor)
- Förste kommissarie (tenor)
- Andre kommissarie (baryton)
- Officer (baryton)
- Fångvaktare (baryton)

## Handling
Operan utspelar sig i Paris och Compiègne och bygger på faktiska händelser under franska revolutionen 1789–1794.

### Akt I
Vid Ludvig XVI:s och Marie Antoinettes kröning hotas markis de la Force av folkhopen. Hans hustru blir så förskräckt att hon nedkommer i förtid och dör under förlossningen. Nu har dottern Blanche blivit 15 år och lever ett liv i evig fruktan. Till sist ger hennes far efter för hennes brinnande önskan att bli nunna, och hon antas som novis i karmelitklostret i Compiègne. Här blir hon bekant med den glada Constance som hon förebrår för hennes lössläppthet, men Constance föreslår att de två skall offra sig för priorinnan, som ligger för döden. Constance förutser också att de båda skall dö tillsammans.

### Akt II
Runt klostret rasar revolutionen. Blanches bror besöker henne i klostret och försöker övertala henne att fly, men hon stannar trots att biktfadern överger klostret. En dag anfaller pöbeln klostret och driver ut nunnorna.

### Akt III
Den nya priorinnan förmår nunnorna att avlägga löfte om att bli martyrer, men Blanche tror sig inte vara stark nog och flyr till faderns slott. Det är nedbränt och hennes far avrättad. Subpriorinnan vill hämta Blanche och ta hand om henne, men Blanche hoppas kunna överleva revolutionen förklädd till bondflicka. Medan hon går omkring på Paris gator hör hon att nunnorna från Compiègne har dömts till döden. I Conciergeriet förbereder priorinnan nunnorna för martyrdöden. På Revolutionsplatsen står schavotten färdig. En efter en stiger nunnorna upp och sjunger Mariahymnen Salve Regina. Då det blir Constances tur banar sig Blanche väg genom mängden och ställer sig bredvid henne. Hon blir den sista på schavotten.

## Inspelningar (urval)
- Dialogues des carmélites. Schmidt, Fassbender, Petibon, Henry, Dale. Choeurs de l'Opera du Rhin. Orchestre philharmonique de Strasbourg. Latham-Koenig, dirigent. Arthaus DVD 100 004.[2]